# Harold Davies, Baron Davies of Leek
Harold Davies, Baron Davies of Leek (* 31. Juli 1904; † 28. Oktober 1985) war ein britischer Politiker der Labour Party, der 25 Jahre lang Abgeordneter des House of Commons war und 1970 aufgrund des Life Peerages Act 1958 als Life Peer Mitglied des House of Lords wurde.

## Leben
Davies wurde als Kandidat der Labour Party im Wahlkreis Leek bei den Unterhauswahlen am 18. Juni 1945 erstmals zum Abgeordneten in das House of Commons gewählt und folgte damit seinem Parteifreund William Bromfield, der den Wahlkreis zwischen 1918 und 1931 sowie erneut seit 1935 vertreten und auf eine erneute Kandidatur verzichtet hatte.
Nach dem Wahlsieg der Labour Party bei den Unterhauswahlen vom 15. Oktober 1964 wurde Davies am 20. Oktober 1964 von Premierminister Harold Wilson zum Parlamentarischen Sekretär (Parliamentary Secretary) im Ministerium für Pensionen und die Nationalversicherung (Ministry of Pensions and National Insurance) berufen und bekleidete diese Funktion gemeinsam mit Norman Pentland bis zum 6. August 1966. Nach einer Umgestaltung des Ministeriums fungierten er und Pentland anschließend bis zum 7. Januar 1967 als Parlamentarische Sekretäre im Ministerium für soziale Sicherheit (Ministry of Social Security) und waren damit die engsten Mitarbeiter von Margaret Herbison, die zwischen dem 18. Oktober 1964 und dem 26. Juli 1967 Ministerin dieser Ressorts war.
Während des Vietnamkrieges wurde Davies 1965 von Premierminister Wilson als Sondergesandter für Friedensgespräche nach Nordvietnam entsandt, zu dem er Kontakte pflegte.
Nach Beendigung seiner Tätigkeit im Ministerium für soziale Sicherheit wurde Davies am 7. Januar 1967 Parlamentarischer Privatsekretär (Parliamentary Private Secretary) von Premierminister Wilson und bekleidete dieses Amt bis zum Ende von Wilsons Amtszeit nach der Wahlniederlage der Labour Party bei den Unterhauswahlen vom 18. Juni 1970. Zugleich wurde Davies am 8. Januar 1969 zum Privy Councillor ernannt.
Durch ein Letters Patent vom 28. September 1970 wurde Davies als Life Peer mit dem Titel Baron Davies of Leek, of Leek in the County of Staffordshire in Adelsstand erhoben und gehörte damit bis zu seinem Tod dem House of Lords als Mitglied an.